# Lagerfors
Lagerfors är en småort i Bällefors socken i Töreboda kommun i Västra Götalands län. Ån Tidan rinner genom samhället.